# 17. september
17. september je 260. dan leta (261. v prestopnih letih) v gregorijanskem koledarju. Ostaja še 105 dni.

## Dogodki
- 14 – rimski senat uvrsti cesarja Avgusta med državne bogove
- 1787 – sprejeta prva ameriška ustava
- 1905 – v Celju slavnostno odprejo drugo šolsko poslopje (danes domovanje III. OŠ Celje)
- 1918 – prebita Solunska fronta
- 1939 – ZSSR napade Poljsko
- 1940 – Adolf Hitler preloži operacijo Seelöwe
- 1941 – britanske in sovjetske enote zasedejo Teheran
- 1943 –
  - ustanovitev začasne posvetovalne skupščine Alžirije
  - Rdeča armada osvobodi Brjansk
- 1944 –
  - začetek operacije Market-Garden
  - splošna železničarska stavka na Nizozemskem
- 1945 – ustanovljena komisija za iskanje pogrešanih in preseljenih oseb
- 1978 – začetek mirovnih pogajanj med Egiptom in Izraelom
- 1991 – na internetu se prvič pojavi operacijski sistem Linux
- 2017 – slovenska reprezentanca je v finalu tekme evropskega prvenstva v košarki, EuroBasket 2017, premagala srbsko in postala evropski prvak

## Rojstva
- 879 – Karel III. Preprosti, kralj Zahodnofrankovskega kraljestva († 929)
- 1192 – Minamoto Sanetomo, šogun († 1219)
- 1250 – Robert II., grof Artoisa († 1302)
- 1271 – Vaclav II., češki kralj († 1305)
- 1312 – William Donn de Burgh, hiberno-normanski plemič, 3. grof Ulster († 1333)
- 1552 – Pavel V., papež († 1621)
- 1677 – Stephen Hales, angleški fiziolog, fizik, kemik, izumitelj († 1761)
- 1743 – Marie Jean Antoine Nicolas Caritat, markiz de Condorcet, francoski matematik, filozof, politik († 1794)
- 1764 – John Goodricke, nizozemsko-angleški ljubiteljski astronom, astrofil († 1786)
- 1795 – Saverio Mercadante, italijanski operni skladatelj († 1870)
- 1826 – Bernhard Riemann, nemški matematik († 1866)
- 1854 – David Dunbar Buick, ameriški inženir, industrialec († 1929)
- 1857 – Konstantin Edvardovič Ciolkovski, ruski matematik, fizik, letalski in raketni konstruktor, inženir, vizionar († 1935)
- 1864 – Mihajlo Mihajlovič Kotsjubinski, ukrajinski pisatelj († 1913)
- 1890 – France Bevk, slovenski pisatelj († 1970)
- 1918 – Chaim Herzog, izraelski politik, predsednik Izraela 1983-1993 († 1997)
- 1922 – António Agostinho Neto, angolski pesnik, zdravnik, predsednik († 1979)
- 1923 – Hank Williams, ameriški pevec, skladatelj countryja in bluesa († 1953)
- 1929 – Stirling Moss, britanski avtomobilski dirkač
- 1934 – Maureen Catherine Connolly, ameriška tenisačica († 1969)
- 1944 – 
  - Reinhold Messner, italijanski (južnotirolski) alpinist
  - Alfi Nipič, slovenski pevec zabavne in narodnozabavne glasbe
- 1950 – Narendra Modi, indijski politik in predsednik vlade
- 1958 – Janez Janša, slovenski politik in nekdanji predsednik vlade Republike Slovenije
- 1960 – 
  - Dušan Hauptman, slovenski košarkar
  - Damon Hill, britanski avtomobilski dirkač, svetovni prvak Formule 1 1996
- 1964 – Franck Piccard, francoski alpski smučar
- 1968 – Anastacia, ameriška pevka
- 1971 – 
  - Slavko Goluža, hrvaški rokometaš in trener
  - Adriana Karembeu, slovaški fotomodel

## Smrti
- 1148 – Konan III., bretonski vojvoda (* 1095)
- 1179 – Sveta Hildegarda iz Bingna, nemška opatinja, svetnica, učenjakinja, pisateljica, skladateljica (* 1098)
- 1224 – cesar Ningzong, dinastija Song (* 1168)
- 1226 – Vilijem VI., markiz Montferrata (* 1173)
- 1322 – Robert III., flandrijski grof (* 1249)
- 1360 – Rudolf Brun, züriški župan
- 1609 – Judah Loew ben Bezalel, talmudski učenjak, mistik, matematik, astronom in filozof (* 1512/1520/1525 ali 1526)
- 1621 – Sveti Robert Bellarmino, italijanski jezuit, svetnik, kardinal, teolog in cerkveni učitelj (* 1542)
- 1676 – Sabataj Zevi, turški judovski rabin, kabalist, kontroverzni mesija in islamski konvertit (* 1626)
- 1803 – Franz Xaver Süssmayr, avstrijski skladatelj (* 1766)
- 1944 – Ignacij Merhar, organizator več gasilskih društev, začetnik slovenskega poveljevanja v slovenskem gasilstvu (* 1856)
- 1946 – sir James Hopwood Jeans, angleški matematik, fizik, astronom (* 1877)
- 1948 – 
  - Ruth Benedict, ameriška socialna antropologinja (* 1887)
  - Emil Ludwig, nemški pisatelj (* 1881)
- 1961 – Adnan Menderes, turški predsednik vlade (* 1899)
- 1963 – Eduard Spranger, nemški filozof, psiholog, pedagog (* 1882)
- 1970 – France Bevk, slovenski pisatelj (* 1890)
- 1994 – Karl Raimund Popper, avstrijsko-britanski filozof (* 1902)
- 2016 – Charmian Carr (* 1943)

## Prazniki in obredi
vtisnjenje ran svetemu Frančišku Asiškemu